# Olympische Sommerspiele 1972/Teilnehmer (Singapur)
| Gelbes Symbol für Goldmedaillen mit stilisierten Olympischen Ringen | Graues Symbol für Silbermedaillen mit stilisierten Olympischen Ringen | Braundes Symbol für Bronzemedaillen mit stilisierten Olympischen Ringen |
| ------------------------------------------------------------------- | --------------------------------------------------------------------- | ----------------------------------------------------------------------- |
| —                                                                   | —                                                                     | —                                                                       |

Singapur nahm an den Olympischen Sommerspielen 1972 in München mit einer Delegation von sieben Athleten (fünf Männer und zwei Frauen) an zwölf Wettkämpfen in drei Sportarten teil. Es konnte keine Medaille gewonnen werden. Fahnenträgerin bei der Eröffnungsfeier war die Schwimmerin Pat Chan.

## Teilnehmer nach Sportarten

### Boxen
Männer
- Syed Abdul Kadir
Halbfliegengewicht: Achtelfinale

### Leichtathletik
Männer
- Nor Azhar Hamid
Hochsprung: 33. Platz in der Qualifikation

- P. C. Suppiah
5000 Meter: Vorläufe
10.000 Meter: Vorläufe

- Yeo Kian Chye
100 Meter: Vorläufe
200 Meter: Vorläufe

### Schwimmen
| Männer - Roy Chan 100 Meter Schmetterling: Vorläufe 200 Meter Schmetterling: Vorläufe 200 Meter Lagen: Vorläufe | Frauen - Pat Chan 100 Meter Rücken: Vorläufe 200 Meter Rücken: Vorläufe - Tay Chin Joo 100 Meter Schmetterling: Vorläufe |